# Yomawari: Night Alone
Yomawari: Night Alone (jap. Originaltitel: 深夜廻) ist ein Survival-Horror-Spiel des japanischen Entwicklers und Publishers Nippon Ichi Software. Es erschien 2015 zunächst in Japan für PlayStation Vita, ein Jahr später auch auf dem westlichen Markt und zusätzlich für Windows-PCs. 2017 erschien die Fortsetzung Yomawari: Midnight Shadows, 2018 wurden beide Spiele unter dem Titel Yomawari: The Long Night Collection als Spielesammlung für die Nintendo Switch veröffentlicht. 

## Spielbeschreibung
Der Spieler steuert ein kleines Mädchen, das während des Spaziergangs mit ihrem Hund einen Unfall erleidet. Als sie wieder zu sich kommt, ist ihr Hund Poro verschwunden und ihre ältere Schwester macht sich allein auf die Suche nach ihm. Als sie nach längerer Zeit ebenfalls nicht zurückkehrt, ist es am Spieler, die Suche nach den beiden aufzunehmen. Ausgestattet mit einer Taschenlampe, steuert der Spieler seine Figur aus einer isometrischen Übersichtsperspektive durch die dunkle und unheimliche Stadt, in der recht bald übernatürliche Wesen auftauchen. Da sie keine Möglichkeit besitzt, diese zu bekämpfen, muss sie versuchen, um die Gestalten herumzuschleichen und notfalls vor ihnen zu fliehen. Indikator für die Nähe der Monster ist ein Herzschlagsystem, dessen Frequenz stärker ansteigt, je näher ein Monster sich befindet. Gleichzeitig schränkt es die Ausdauer der Spielfigur ein, mit der sie vor den Kreaturen flüchten kann. Mit Hilfe der Taschenlampe kann sie außerdem Gegenstände finden, die zum Lösen kleinerer Rätsel und Aufgaben notwendig sind.

## Veröffentlichung
Das Spiel wurde im Juni 2015 in der Vita-Version für den japanischen Markt angekündigt. Mit einem Jahr Verzögerung kam es im Oktober 2016 auch auf den westlichen Markt. Für PlayStation Vita wurde das Spiel in der physischen Version mit dem Titel htoL＃NiQ: The Firefly Diary gebündelt. Zusammen mit der Fortsetzung Midnight Shadows wurde es 2018 als Bundle unter dem Titel Yomawari: The Long Night Collection für Nintendo Switch angekündigt.

## Rezeption
Das Spiel erhielt mehrheitlich positive Kritiken.

„Yomawari fällt auf den ersten Blick ungewöhnlich niedlich aus für ein Horrorspiel – aber schon bald zeigt das geisterhafte Abenteuer, dass Ihr nichts auf die leichte Schulter nehmen solltet. Anstatt mit Zombies und Splatter-Effekten zu langweilen, setzt Yomawari auf Machtlosigkeit, Unsicherheit und eine traurig-melancholische Geschichte. Schockmomente sind hier eher die Ausnahme. Leider ist auch die Spielerführung etwas zurückhaltend: Immer wieder wandert Ihr ziellos umher und fragt Euch, was denn nun überhaupt zu tun ist.“

“For me, Yomawari was a game I had high expectations for that still managed to surpass all of them. From its charming yet haunting atmosphere to a very subtle yet powerful story I absolutely loved my time with it. The game is short by modern gaming standards (about 4 to 5 hours depending on your skill), but as a horror game, it’s a perfect length that keeps it from ever overstaying its welcome and becoming mundane.”

„Für mich war Yomawari ein Spiel, an das ich hohe Erwartungen geknüpft hatte und das sie dennoch alle übertraf. Von der bezaubernden und doch eindringlichen Atmosphäre bis hin zu der subtilen und doch kraftvollen Geschichte habe ich meine Zeit mit dem Spiel absolut genossen. Das Spiel ist nach modernen Spielstandards kurz (etwa 4 bis 5 Stunden, je nach persönlicher Geschicklichkeit), aber für ein Horrorspiel hat es die perfekte Länge, um zu verhindern, dass es zu langweilig und banal wird.“

Das britische Magazin Pocketgamer listete Yomawari: Night Alone als eines der zehn besten Vita-Spiele des Jahres 2016.
Mit 48.000 verkauften Einheiten im Jahr 2015 bezeichnete Publisher NIS den Titel als Erfolg, vergleichbar mit dem im selben Jahr veröffentlichten Disgea 5, einer von Nippon Ichis Hauptmarken (60.000 Einheiten). Die Gesamtverkäufe der Reihe, bestehend aus Night Alone und dem Nachfolger Midnight Shadows, überstiegen nach Angaben von NIS im September 2017 die Marke von 100.000 Kopien.